# 中田正輔
中田 正輔（なかた まさすけ、1884年12月14日 - 1960年11月28日）は、昭和期の日本の政治家で、非公選最後及び公選初代の佐世保市長である。

## 概要
佐世保市出身。早稲田大学政経科（現在の政治経済学部）を卒業し、帰郷して地元の佐世保軍港新聞の記者になったが体調を崩し2年ほどで退職して実家で農業を営む。1916年7月の長崎県議会議員補欠選挙に擁立され初当選、以後佐世保市議会議員（5期、1918年～1936年）、同議長（1930年6月～1932年3月）、さらに衆議院議員（1期、1932年～1936年）を務めた後、戦後間もない1946年8月に第12代佐世保市長に就任。翌年の初の市長選で引き続き当選、非公選1期、公選2期の計9年間に及び市長を務めた。
1945年6月の空襲で市中心部を焼失、さらに終戦に伴う海軍解体で軍港として発展してきた市の存立基盤が根底から揺るがされる中、戦後の佐世保市を「平和産業港湾都市・観光都市」として再生するべく、九十九島区域を含む西海国立公園の指定や旧軍港市転換法（軍転法）の制定とそれに伴う住民投票に奔走。前者は1955年3月に指定が実現し、後者については1950年6月に住民投票が行われ圧倒的多数を持って成立したが、その直後に勃発した朝鮮戦争により、佐世保は再び軍港都市としての機能を負うこととなった。一方、海上警備隊（現海上自衛隊）が1952年に発足すると、その基地の誘致にも動き、1953年には警備隊佐世保地方隊（現海上自衛隊佐世保地方隊・佐世保地方総監部）が設置された。
西海国立公園指定直後の1955年4月の市長選に3選を目指し出馬したが、前年まで市助役を務めていた山中辰四郎に敗れ落選した。死去にあたり、日本人として初めての佐世保市名誉市民の称号を贈られた。著書に「佐世保政治生活四十年」がある。
作家の吉田絃二郎とは同郷かつ大学同窓のよしみで親交があり、在任中の1952年に市制50周年を期して佐世保市歌を改めるに際して校訂を依頼している。

## 経歴
- 1884年　12月14日、東彼杵郡佐世保村の農家に生まれる[1][2]。
- 1908年　7月、早稲田大学政経科を卒業、佐世保軍港新聞入社。2年後退職。
- 1916年　7月10日、長崎県議会議員に初当選、政界入り。請われて軍港新聞主筆も兼ねる。
- 1917年　6月10日、佐世保市議会議員に初当選。
- 1932年　2月24日、衆議院議員総選挙で当選。
- 1946年　8月21日、第12代佐世保市長に就任。
- 1947年　4月8日、第13代（公選初代）佐世保市長に就任。
- 1950年　1月、市議会において「平和都市宣言」を行う。
- 1955年　4月30日、公選3期目を目指した市長選で落選。
- 1960年　11月28日、死去。佐世保市名誉市民表彰。